# 欽切羅區

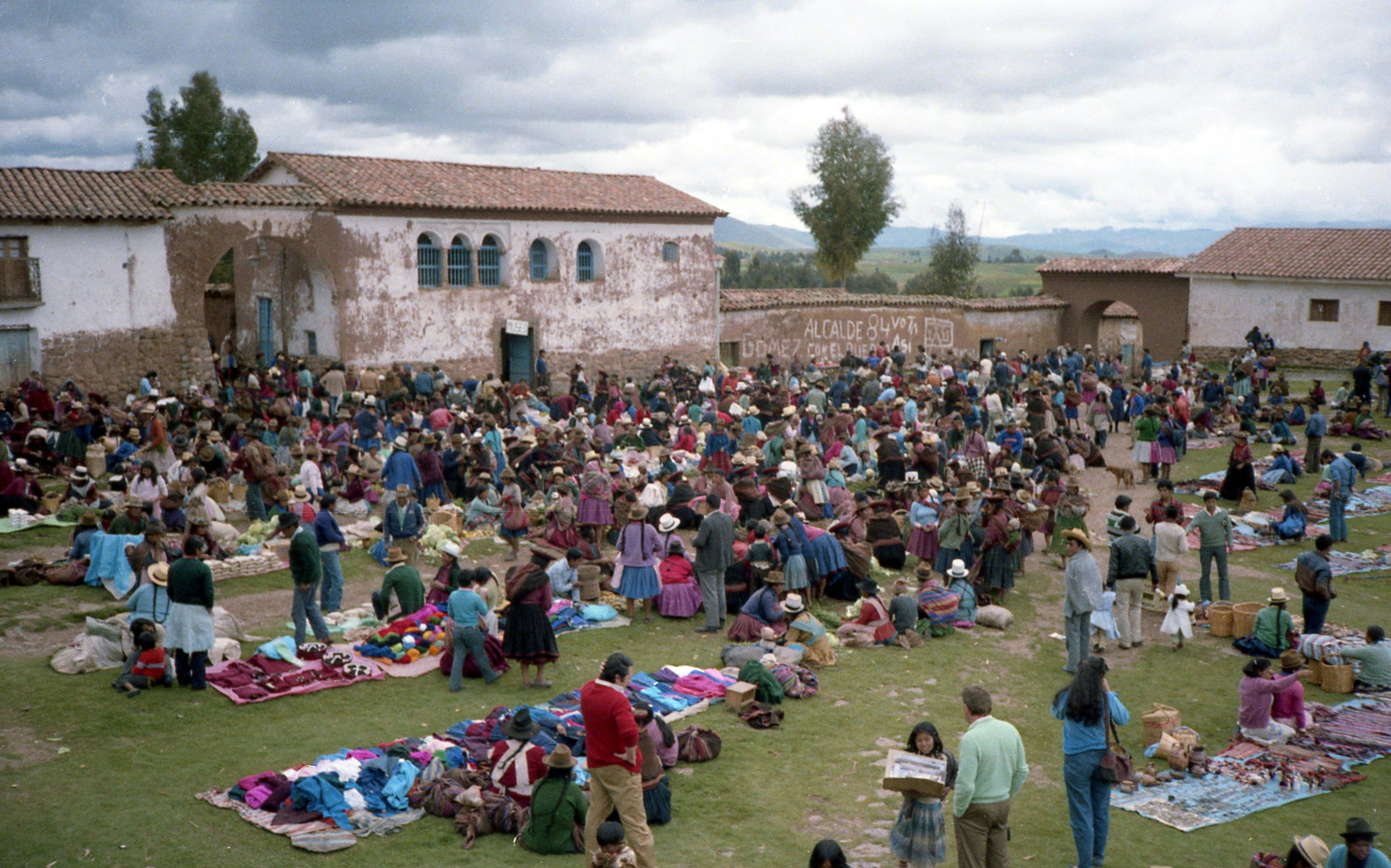

欽切羅區（西班牙語：Distrito de Chinchero），是秘魯的一個區，位於該國南部庫斯科大區的烏魯班巴省，始建於1905年9月9日，面積94.57平方公里，海拔高度3,762米，2005年人口9,958，人口密度每平方公里110人。
13°23′28″S 72°2′52″W / 13.39111°S 72.04778°W